# اوتومار کریچا
اوتومار کریچا (انگلیسی: Otomar Krejča؛ ۲۳ نوامبر ۱۹۲۱ – ۶ نوامبر ۲۰۰۹) هنرپیشه، و کارگردان اهل جمهوری چک بود.
از فیلم‌ها یا برنامه‌های تلویزیونی که وی در آن نقش داشته‌است می‌توان به سیل، دام اشاره کرد.